# تشاك نايلز
تشاك نايلز (بالإنجليزية: Chuck Niles)‏ هو دي جيه أمريكي، ولد في 24 يونيو 1927 في سبرينغفيلد في الولايات المتحدة، وتوفي في 15 مارس 2004 في سانتا مونيكا في الولايات المتحدة.

## وصلات خارجية
- تشاك نايلز على موقع IMDb (الإنجليزية)
- تشاك نايلز على موقع قاعدة بيانات الفيلم (الإنجليزية)